# Покрет за промјене Братунац
Покрет за промјене Братунац је политичка група која дјелује у општини Братунац, Босна и Херцеговина. Покрет окупља појединце који до сада нису били активни у политичком животу и који за циљ имају унапређење услова живота у овој локалној заједници.

## Оснивање и чланство
Покрет  је настао спонтано и да је забиљежио брз раст, бројећи преко 30 активних чланова, уз тенденцију даљег повећања броја присталица. У својим редовима окупља нове људе без претходне "политичке хипотеке". Дио чланства, укључујући и представнике покрета, тренутно борави ван Братунца из економских и дјелимично политичких разлога, али са израженом жељом за повратком.

## Циљеви и вриједности
Покрет је формално основан у мају 2024. године.
Основни циљ Покрета за промјене јесте да Братунац постане боље мјесто за живот. Залажу се за стварање услова како за останак становништва, тако и за повратак оних који су напустили Братунац. Покрет наглашава важност заједништва и слоге у рјешавању проблема, те позива грађане на удруживање снага, знања и искуства.
Као темељне вриједности на којима би требало да почива заједница, истичу праведност, транспарентност, одговорност и ефикасност.

## Политички став
Покрет за промјене се декларише као "конструктивна опозиција". Наводе да ће подржавати идеје и активности које доносе добробит и напредак, али и да се неће устручавати да стану на ципелу свему ономе што је лоше. Најављују јасну и гласну критику појава које коче развој града и квалитет живота његових становника.
Одлуку да дјелују као опозиција образлажу ослушкивањем воље свог бирачког тијела, те тежњом да буду "истински представници и гласноговорници у локалној Скупштини". Истичу да не желе давати празна обећања у материјалном смислу.

## Учешће на локалним изборима 2024.
Покрет за промјене је први пут учествовао на редовним локалним изборима који су одржани 5.11.2024.
У изборној кампањи су наступили са листом од 20 кандидата под слоганом "(За)Увијек за Братунац". На изборима су добили 391 потврђен глас, односно 3,74% од укупног броја гласова. Тим резултатом су освојили један одборнички мандат у скупштини општине Братунац. Покрет у скупштини представља носилац листе Желимир Тришић.